# Pollution de l'eau en Haiti
 (septembre 2023).
La mise en forme du texte ne suit pas les recommandations de Wikipédia : il faut le « wikifier ».
Les points d'amélioration suivants sont les cas les plus fréquents :
- Les titres sont pré-formatés par le logiciel. Ils ne sont ni en capitales, ni en gras.
- Le texte ne doit pas être écrit en capitales (les noms de famille non plus), ni en gras, ni en italique, ni en « petit »…
- Le gras n'est utilisé que pour surligner le titre de l'article dans l'introduction, une seule fois.
- L'italique est rarement utilisé : mots en langue étrangère, titres d'œuvres, noms de bateaux, etc.
- Les citations ne sont pas en italique mais en corps de texte normal. Elles sont entourées par des guillemets français : « et ».
- Les listes à puces sont à éviter, des paragraphes rédigés étant largement préférés. Les tableaux sont à réserver à la présentation de données structurées (résultats, etc.).
- Les appels de note de bas de page (petits chiffres en exposant, introduits par l'outil «  Source ») sont à placer entre la fin de phrase et le point final[comme ça].
- Les liens internes (vers d'autres articles de Wikipédia) sont à choisir avec parcimonie. Créez des liens vers des articles approfondissant le sujet. Les termes génériques sans rapport avec le sujet sont à éviter, ainsi que les répétitions de liens vers un même terme.
- Les liens externes sont à placer uniquement dans une section « Liens externes », à la fin de l'article. Ces liens sont à choisir avec parcimonie suivant les règles définies. Si un lien sert de source à l'article, son insertion dans le texte est à faire par les notes de bas de page.
- La présentation des références doit suivre les conventions bibliographiques. Il est recommandé d'utiliser les modèles {{Ouvrage}}, {{Chapitre}}, {{Article}}, {{Lien web}} et/ou {{Bibliographie}}. Le mode d'édition visuel peut mettre en forme automatiquement les références.
- Insérer une infobox (cadre d'informations à droite) n'est pas obligatoire pour parachever la mise en page.

Pour une aide détaillée, merci de consulter Aide:Wikification.
Si vous pensez que ces points ont été résolus, vous pouvez retirer ce bandeau et améliorer la mise en forme d'un autre article.
 (novembre 2023).
La pollution de l'eau en Haiti  est devenue un enjeu considérable pour le pays. Les principales causes de cette pollution étant des déficiences majeures au niveau de la collecte des déchets solides et une absence ou dysfonctionnement des systèmes d'assainissements  des eaux usées  à travers le pays. En plus, l’accroissement considérable de la population couplé à une absence totale de planification urbaine par l’État entraîne une dégradation massive de l’environnement du pays tout en agissant sur la qualité de l'eau  disponible. En conséquence, les eaux de surface et les eaux souterraines peu profondes sont de plus en plus contaminées par des micro-organismes comme les bactéries, les protozoaires et les virus exposant homme, femme et enfant au choléra, à la typhoïde, à la cryptosporidiose et toutes sortes de maladie d’origine hydrique,.

## Causes

### Eaux usées non traitées
Haïti ne dispose pas de système collectif pour la collecte et le traitement des eaux usées. L'assainissement, quand il existe en Haïti, est de nature autonome ou le particulier a la responsabilité de la gestion et évacuations des eaux qu’il produit. En conséquence, les eaux grises  finissent généralement dans des canaux de drainage à ciel ouvert qui n'ont été dimensionnés que pour l’évacuation des eaux pluviales. D'autre part, lorsque les canaux de drainage n’existent pas, elles sont alors évacuées à même le sol à proximité des maisons, ce qui favorise la contamination par ruissellement et infiltration des eaux de surface et de la nappe phréatique,.
Pour ce qui est des eaux noires le constat est accablant : en Haïti seule 26 % de la population a accès à des systèmes sanitaires améliorés, soit 34.5 % en milieu urbain et 17 % en milieu rural. Plus de la moitié de ces sanitaires n’ont pas été construits sur des fosses septiques et ils ne sont pas régulièrement vidangés. De plus, la vidange des systèmes sanitaires, quand elle se fait, est le plus souvent réalisée par des vidangeurs manuels et les excrétas sont tout simplement jetés dans des canaux ou dans des cours d'eau,. En effet, le pays dispose d’un seul centre de traitement d’excrétas fonctionnel doté d’une capacité de 500 m3 par jour, pour une population de près 12 000 000 d’habitants et une superficie de 27750 km2 .

### Autres
Haïti a connu une croissance démographique considérable ces dernières années en plus d’une urbanisation non planifiée du milieu rural vers les espaces urbains, plus particulièrement vers la région métropolitaine de Port-au-Prince, ce qui entraîne la formation de nombreux bidonvilles dépourvus de tout accès aux services les plus basiques,. Or, ces espaces sont de grands producteurs de déchets solides qui finissent généralement dans  les ravines, les coins de rue, au bord des routes et d’autres espaces ouverte. En effet, des études réalisées sur la problématique de la gestion des déchets à Port-au-Prince ont montré que 87.7 % des ménages les plus pauvres utilisaient les ravines comme lieu d’élimination des déchets.
Toutes ces mauvaises pratiques d’assainissement combinées à des aquifères peu profonds et des roches fracturées entraînent la contamination généralisée, soit par ruissellement et/ou infiltrations d’effluents pollués, des ressources en eaux souterraines et de surface du pays,.

## Qualité de l’eau
Aucune enquête récente n’a été réalisée au niveau national sur la qualité de l’eau utilisée au quotidien par la population. Cependant, selon une enquête réalisée en avril 2012 dans le Département de l'Artibonite, sur 108 sources testées pour la qualité de l’eau, 2/3 d’entre elles présentaient des traces de E. Coli (Escherichia coli) et 25.9 % avaient une concentration de plus de 100 MPN/100mL qui sont des niveaux de très haut risque pour la santé humaine.
Autres études réalisées dans les trois principales villes du pays, à savoir Port-au-Prince, Cap-Haïtien et Les Cayes, ont démontré la présence de micro-organismes de type Giardia et Cryptosporidium à des niveaux dangereux pour la population,. En effet, des valeurs de 4 à 1274 oocystes de Cryptosporidium et de 741 à 6088 oocystes de Cryptosporidium ont été retrouvés à Port-au-Prince et au Cap-Haïtien, dans les eaux destinées à l’usage par la population. 
La présence de ces micro-organismes dans les eaux d’Haïti sont des marqueurs de pollution fécale.

## Conséquences
Les maladies d’origine hydriques telle la diarrhée, le choléra, la cryptosporidiose entre autres, sont très fréquentes dans le pays. Elles présentent en ce sens, un risque sanitaire élevé, pour les plus vulnérables.  
Les maladies contagieuses, comme la diarrhée et celles dont la malnutrition est la conséquence, tuent respectivement 20 % et 28 % des enfants âgés de  0 à 5 ans. La cryptosporidiose est une cause fréquente de diarrhée en Haïti. Elle est responsable de 17.5 % des diarrhées aiguës affectant les enfants de moins de 2 ans et 30 % des diarrhées chroniques affectant les personnes atteintes du VIH,.
Entre octobre 2010 et février 2019, une épidémie de choléra introduit par des soldats népalais a engendré le décès de près de 10 000 personnes et a contaminé plus de 820 000, pour connaître une résurgence dans le pays en octobre 2022 dans des conditions politiques, sécuritaires et environnementales très critiques.